# Jörg Nürnberger

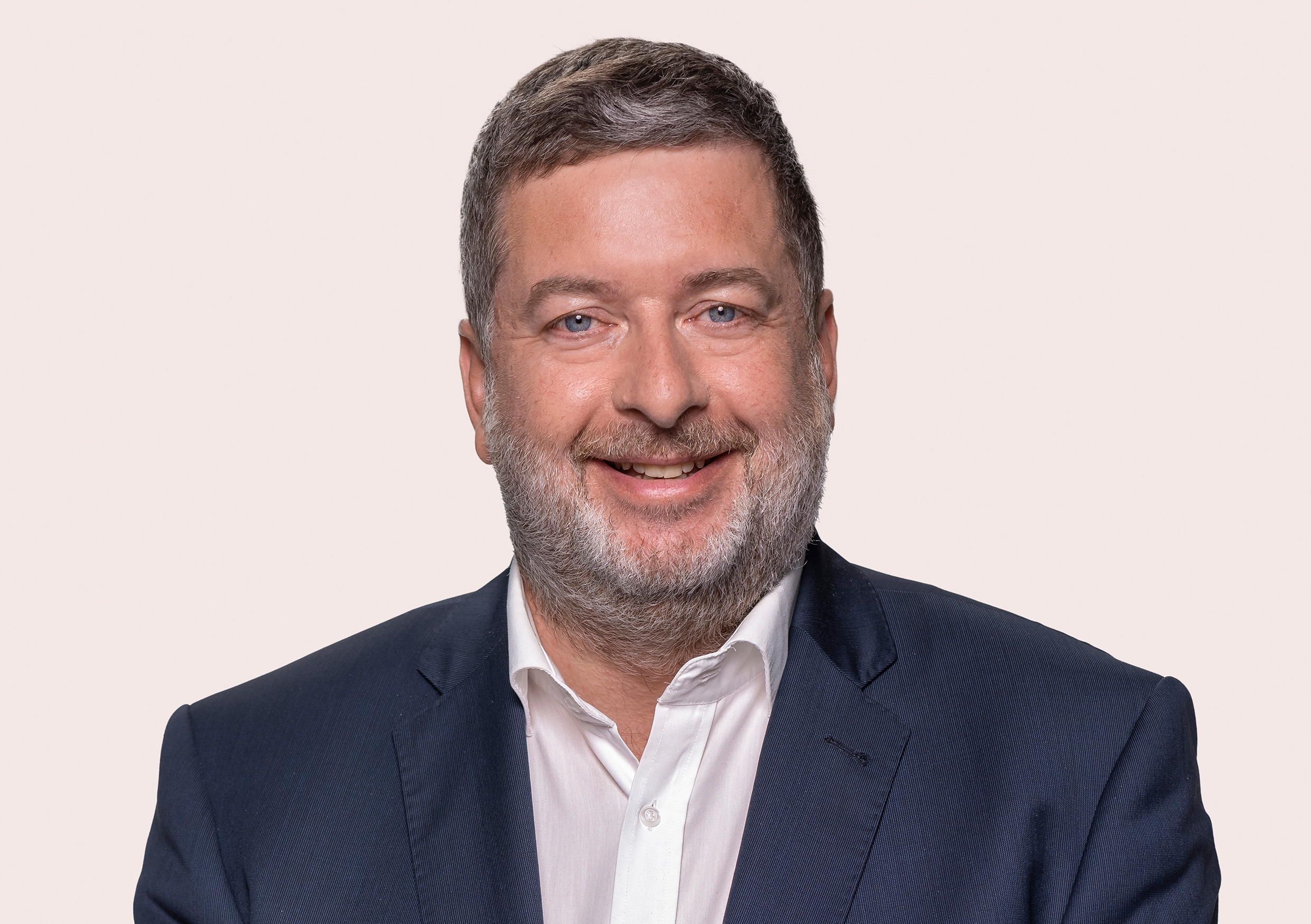
Jörg Nürnberger (2021)

Jörg Nürnberger (* 17. April 1967 in Wunsiedel) ist ein deutscher Politiker (SPD) und war von 2021 bis 2025 Mitglied des Deutschen Bundestags.

## Leben
Nürnberger besuchte die Grundschule in Tröstau und das Gymnasium Wunsiedel. Von 1986 bis 1988 leistete er seinen Wehrdienst bei der Luftwaffe ab und absolvierte die Reserveoffizierausbildung an der Offizierschule der Luftwaffe. Von 1988 bis 1993 studierte er Rechtswissenschaften an der Universität Bayreuth. Anschließend leistete er bis 1995 sein Rechtsreferendariat und schloss mit der Zweiten Staatsprüfung ab. Seither arbeitet er als Rechtsanwalt.

## Politik
1985 trat er in die SPD ein und ist seit 2008 Gemeinderat in Tröstau. 2014 kandidierte er erfolglos gegen den damaligen Amtsinhaber Karl Döhler als Landrat des Landkreises Wunsiedel im Fichtelgebirge. Er ist seit 2014 Kreisrat des Landkreises Wunsiedel im Fichtelgebirge.
Nachdem ihm bei der Bundestagswahl 2017 der Einzug in den Bundestag als Kandidat im Bundestagswahlkreis Hof nicht gelungen war, kandidierte er bei der Bundestagswahl 2021 als Direktkandidat und auf Platz 19 der Landesliste der SPD erneut. Da die BayernSPD 23 Plätze errang, ist Nürnberger Mitglied des 20. Deutschen Bundestages.
Seit 8. Juli 2022 ist er Mitglied im 1. Untersuchungsausschuss der 20. Wahlperiode des Deutschen Bundestages.
Bei der Bundestagswahl 2025 trat Nürnberger im Bundestagswahlkreis Hof und auf Listenplatz 19 der Landesliste der BayernSPD an. Er blieb aber nicht Mitglied des Bundestag.